# Chimaera lignaria
Chimaera lignaria (tên tiếng Anh: Carpenter's chimaera) là một loài cá thuộc họ Chimaeridae. Loài này có ở Úc và New Zealand. Môi trường sống tự nhiên của chúng là vùng biển mở. Nó bị đe dọa do mất nơi sống.